# Hore
Hore so v grški mitologiji tri boginje, hčere Zevsa in Temide.
Hore so bile:
- Dika
- Ejrene
- Evnomija.

Hore so skrbele za red in zakonitost v naravi in življenju, za menjavanje letnih časov,...